# زغال‌ماهی
زُغال‌ماهی یا پولاک، سرده ای از تیره 	روغن‌ماهیان است.

## گونه‌ها
این سرده در حال حاضر شامل ۲ گونه است:
- Pollachius pollachius (کارل لینه, ۱۷۵۸) (Pollack)
- زغال‌ماهی شمالی (کارل لینه, ۱۷۵۸) (Saithe)